# 山川造船鉄工

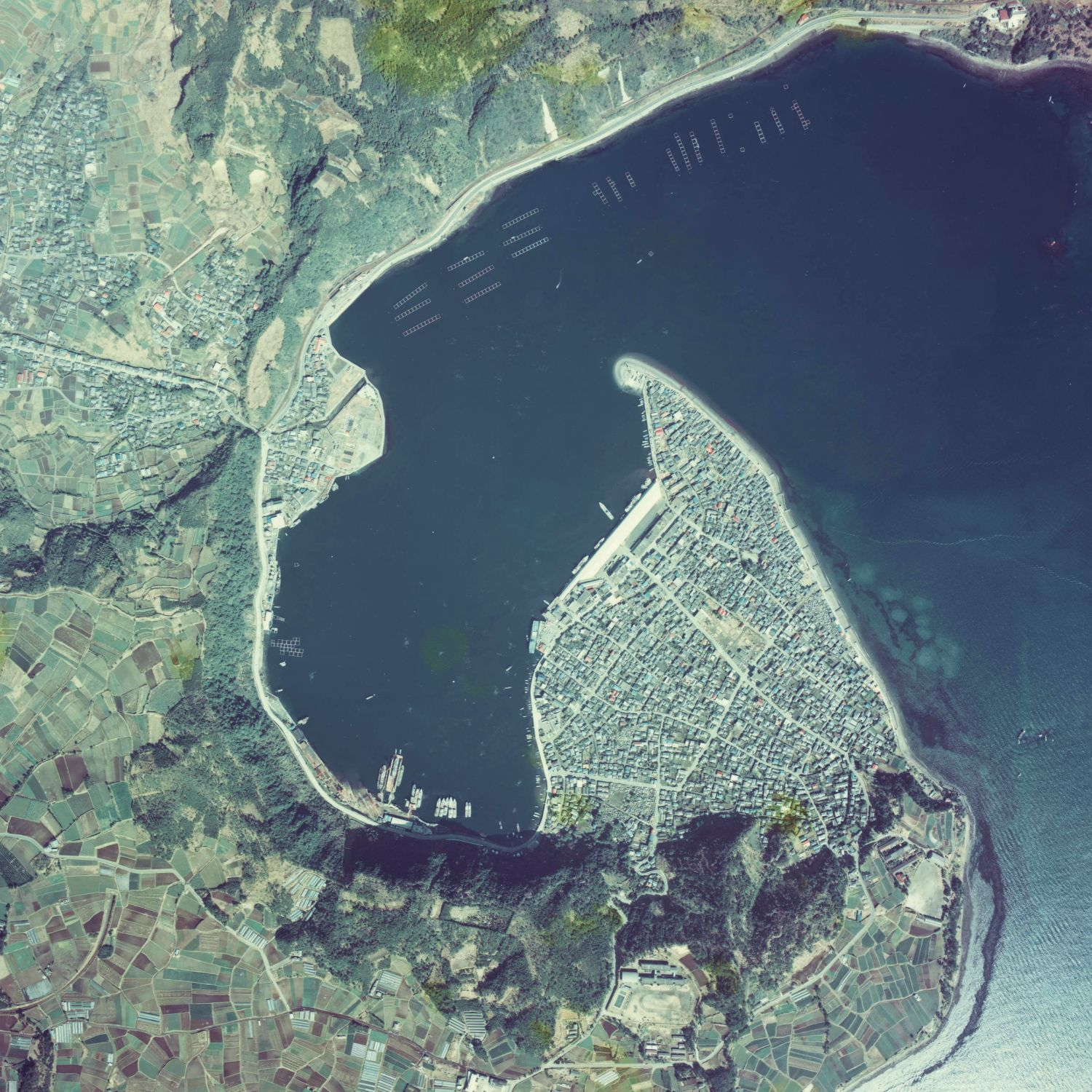
山川湾（1974年撮影）。画面下の湾内最奥部に山川造船鉄工の造船所がある。

山川造船鉄工株式会社（やまかわぞうせんてっこう）は、鹿児島県指宿市に本社・造船所を置く造船・船舶修繕事業者である。

## 概要
創業は1930年（昭和5年）である。創業以来、各種内航船等の建造・修繕を行ってきたが、1999年（平成11年）に新造船事業から撤退した。以後は専ら修繕船事業を営んでおり、鹿児島県内ほか九州各地の航路のフェリーやジェットフォイルをはじめとする2,000総トン以下の各種船舶の検査・修繕・改造を行っている。改造事業では、船首・船尾形状に改造を加えて造波抵抗の低減や推進効率の向上を図り、燃費効率を改善させる工事も手掛けている。

## 主要設備
- 2,000t浮ドック：外形寸法113.5m×28m×12.5m[2][7]
- 船台：ジェットフォイルの上架にも対応[6][7]
- 造機工場：ディーゼルエンジンの他、ジェットフォイルのガスタービンエンジン・ウォータージェットの整備にも対応[7][8]
- 船殻工場[7]
- 艤装岸壁[7]
- 120tクレーン[2][7]
- 30tクレーン[2][7]
- タグボート：2隻[2]

## 沿革
- 1930年（昭和5年）3月 - 創業[1][2]。
- 1942年（昭和17年）7月 - 法人設立[1]。
- 1999年（平成11年） - 新造船事業から撤退[3][4]。